# 高壁 (クルアーン)
『高壁』とは、クルアーンにおける第7番目の章（スーラ）。206の節（アーヤ）から成る。
スーラの冒頭に神秘文字（Muqatta'at）が置かれている（計29スーラ）うちの一つ。
テオドール・ネルデケは、157・158節に関してはマディーナ啓示と類推している。
クルアーンには犬への言及が2ヶ所あるといわれており、この章の176節はそのうちの1つ（もう1ヶ所は18章『洞窟』の18・22節）。